# Alveolina
Alveolina és un gènere extingit de foraminífers que tenen forma esfèrica o el·líptica, estan formades per cambres que se subdivideixen transversalment en cambretes.
Quan els animals moren, les closques buides es dipositen al fons del mar, on poden arribar a acumular-se quantitats molt grans, que poden fossilitzar i donar lloc a roques formades quasi exclusivament per closques de foraminífers, en aquest cas d'alveolines.